# Cheirostylis notialis
Cheirostylis notialis är en orkidéart som beskrevs av David Lloyd Jones. Cheirostylis notialis ingår i släktet Cheirostylis och familjen orkidéer. Inga underarter finns listade i Catalogue of Life.